# آرتور آلرس
آرتور آلرس (انگلیسی: Arthur Allers; ۶ اکتبر ۱۸۷۵ – ۲۸ ژوئن ۱۹۶۱) قایقران قایق بادبانی اهل نروژ بود.